# Odprto prvenstvo Avstralije 2019
Odprto prvenstvo Avstralije 2019 je sto sedmi teniški turnir za Grand Slam, ki je potekal med 14. in 27. januarjem 2019 v Melbournu.

## Rezultati

### Moški posamično
- Novak Đoković :  Rafael Nadal, 6–3, 6–2, 6–3

### Ženske posamično
- Naomi Osaka :  Petra Kvitová, 7–6(7–2), 5–7, 6–4

### Moške dvojice
- Pierre-Hugues Herbert /  Nicolas Mahut :  Henri Kontinen /  John Peers, 6–4, 7–6(7–1)

### Ženske dvojice
- Samantha Stosur /  Žang Šuai :  Tímea Babos /  Kristina Mladenovic, 6–3, 6–4

### Mešane dvojice
- Barbora Krejčíková /  Rajeev Ram :  Astra Sharma /  John-Patrick Smith, 7–6(7–3), 6–1